# Laura Albéniz
Laura Albéniz Jordana (Barcelona, 16 de abril de 1890-Barcelona, 3 de marzo de 1944) fue una ilustradora y pintora española del novecentismo. Se la considera precursora del art déco en Cataluña junto con Javier Gosé.

## Vida y obra
Nació en Barcelona en 1890, hija del matrimonio formado por el pianista y compositor Isaac Albéniz y Rosina Jordana. Cuando era pequeña, la familia se trasladó a Londres, donde recibió una excelente formación. Llegó a dominar hasta siete u ocho idiomas. También vivió entre París y Niza, durante los primeros años del siglo XX.

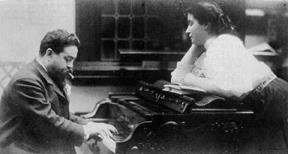
Laura Albéniz con su padre

En 1906, con sólo dieciséis años hizo su primera exposición en el Musée Moderne de Bruselas, donde presenta "Pages d'album" una muestra de dibujos y acuarelas que fueron muy bien recibidos por la crítica, que las calificaron de divertissants et spirituels. Un año más tarde, en 1907, expuso dibujos y pasteles, en una muestra que compartida con Ismael Smith, al establecimiento de Josep Ribas en Barcelona. Desde entonces la crítica siempre le fue muy favorable aunque, a menudo, aludió a su «espíritu femenino». La buena relación con su padre le abrió las puertas del mundo artístico y cultural parisino de principios del siglo XX.

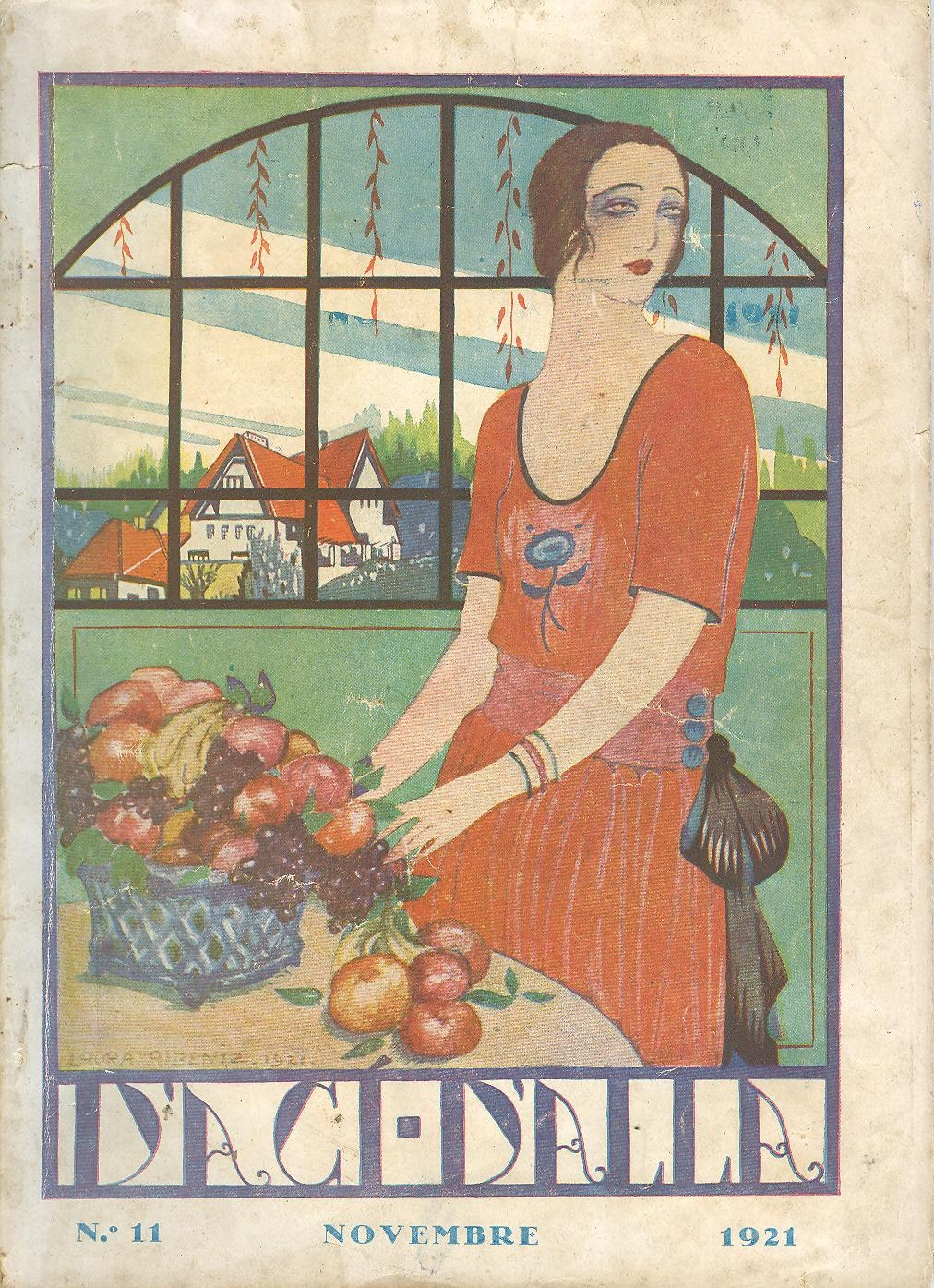
Portada de Albéniz para la revista D'Ací d'Allà (1921)

Las obras de esta primera época recogen el ambiente mundano de París y de la Belle Epoque, un mundo de dandismo entre "vache" (espiritual, irónico, cínico) y "chic" (de elegancia prusiana de la capital), la importancia del ambiente decorativo, urbano y moderno, pero también un mundo culto y contemporáneo en el que la presencia femenina es destacada. En esta primera etapa encontramos la influencia de su maestro Gosé, en las líneas, el dinamismo y la gracia de sus figuras; pero también de Edgar Degas, en sus composiciones en diagonal; y de Henri de Toulouse-Lautrec en la facilidad para captar al instante. 
Unos años más tarde, en 1911, participa en una exposición conjuntamente con Ismael Smith, Néstor Fernández y Marià Andreu al Faianç Català. Se trata de una exposición muy significativa, ya que reúne cuatro artistas de una generación joven, que trabajan diferentes disciplinas como son el dibujo, pintura, caricatura, escultura y esmalte, y que entienden la modernidad como un tránsito del viejo al nuevo, del modernismo al novecentismo. Y tres años más tarde, en 1914, realiza una exposición individual en las Galerías Dalmau. En esta exposición encontramos que el tema central gira en torno a la figura femenina, pero en este, deja de lado el ambiente parisino, y se centra más en el folclórico, como sevillanas, bailarinas, gitanas, etc. Presentó cincuenta dibujos, aguadas y pasteles.

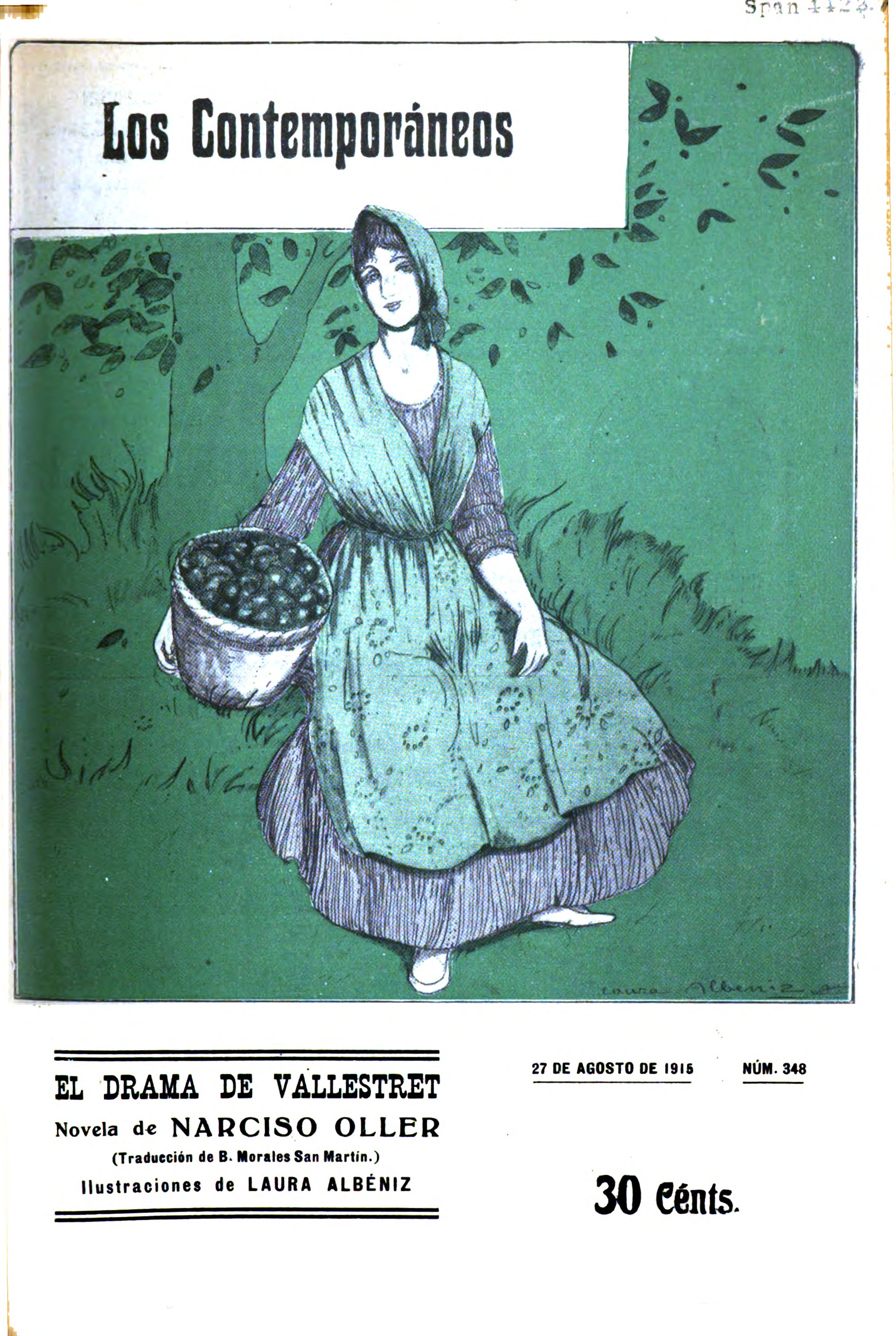
Portada de El drama de Vallestret de Narciso Oller (n.º 348 de Los Contemporáneos, 1915)

En 1918 se casó con un militar de carrera, Vicente Moya, quien, desde 1933, trabajó para la industria británica. Con él tuvo dos hijos: Julio (1919-1939) y Rosina (1920-2015). Su hijo murió durante la guerra civil. La familia de su hija, será la heredera del legado de Isaac Albéniz. 
Su casa funcionó como una especie de los últimos famosos Salones: se celebraron semanalmente tertulias donde asistían intelectuales y artistas de la época como sus grandes amigos Olga Sacharoff y Otto Lloyd.
Fue una artista polifacética, pintó acuarelas y pasteles, diseñó exlibris, y sobre todo trabajó como dibujante. Entre los años 1919-1921, sus ilustraciones pueden encontrarse en revistas de la época como Feminal, D'Ací D'Allà y La Esfera (donde ilustraba los artículos de Eugenio d'Ors). También trabajó como ilustradora de libros, entre ellos Elegías (1910) de Eduardo Marquina, y posteriormente La aldea ilusoria (1920) y El peregrino ilusionada (1921) de Gregorio Martínez Sierra.
Laura Albéniz, mantenía una buena relación con otros artistas de su época. Con Eugeni d'Ors mantuvieron a lo largo de toda la vida, una relación profesional, intelectual y de amistad, como testigo de esta relación nos ha quedado una fructífera correspondencia. Así encontramos que a partir de los años 1930 las figuras que dibujaba Laura Albéniz van evolucionando hacia el mediterranismo, defendido por d'Ors, y representando el ideal de mujer novecentista: una mujer catalana sana y fuerte, de formas redondeadas, a la que se asignaba el rol tradicional de esposa y madre, y transmisora de valores morales y culturales.
Estas mujeres se alejan de las jóvenes modernas que había pintado o dibujado años atrás, que nos transportaban a un ambiente culto, elegante y moderno, y representaban un nuevo modelo de mujer en busca de su libertad. Posiblemente, este giro en su producción es consecuencia de los últimos latidos del Novecentismo, que se dieron justo después de la dictadura de Primo de Rivera, y que se convirtieron en una forma de reivindicar la cultura de principios de siglo que había sido fuertemente reprimida.

## Exposiciones póstumas
- 2019 Dibujantas, pioneras de la Ilustración en el Museo ABC.[14]